# MV Plassy
MV Plassy, o Plassey, fue un buque de carga del Irish Merchant Service que operaba durante la década de 1950. Fue construido como HMS Juliet, un arrastrero naval de la clase Shakespeare de la Marina Real británica al comienzo de la Segunda Guerra Mundial, y vendido al servicio mercante al final del conflicto. Como Plassy, naufragó en una tormenta frente a Inisheer y es mejor conocido como el naufragio visto en la playa de 'Craggy Island' en la comedia televisiva Father Ted.

## Hundimiento
El 8 de marzo de 1960, mientras navegaba por la bahía de Galway con un cargamento de whisky, vidrieras e hilo, quedó atrapado en una fuerte tormenta y se dirigió hacia Finnis Rock, Inisheer, Islas Aran.
Un grupo de isleños locales, Inisheer Rocket Crew, rescató a toda la tripulación del barco siniestrado utilizando una boya tipo pantalón; hecho captado en una muestra pictórica en el Museo Marítimo Nacional de Dún Laoghaire.
Varias semanas después, una segunda tormenta arrastró el barco de la roca y lo arrastró a la isla.

## Pecio
Los restos del pecio todavía se encuentran en la costa y son una atracción turística. Es visible en los créditos iniciales de la serie de televisión Father Ted. A principios de enero de 2014, la tormenta Christine cambió la posición de los restos del naufragio en la costa por primera vez desde 1991.

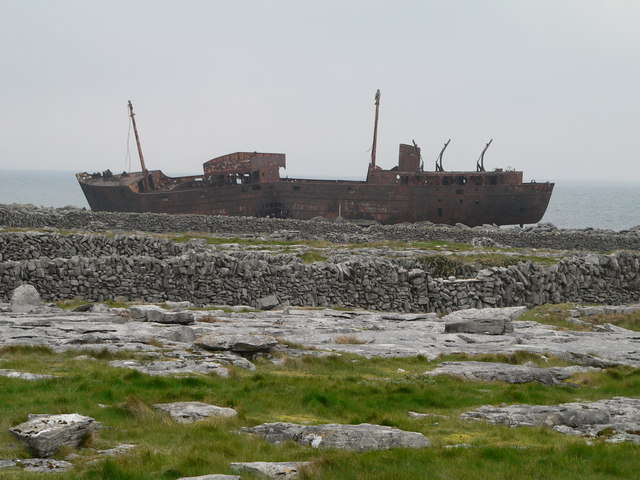
Naufragio del MV Plassy, año 2005.
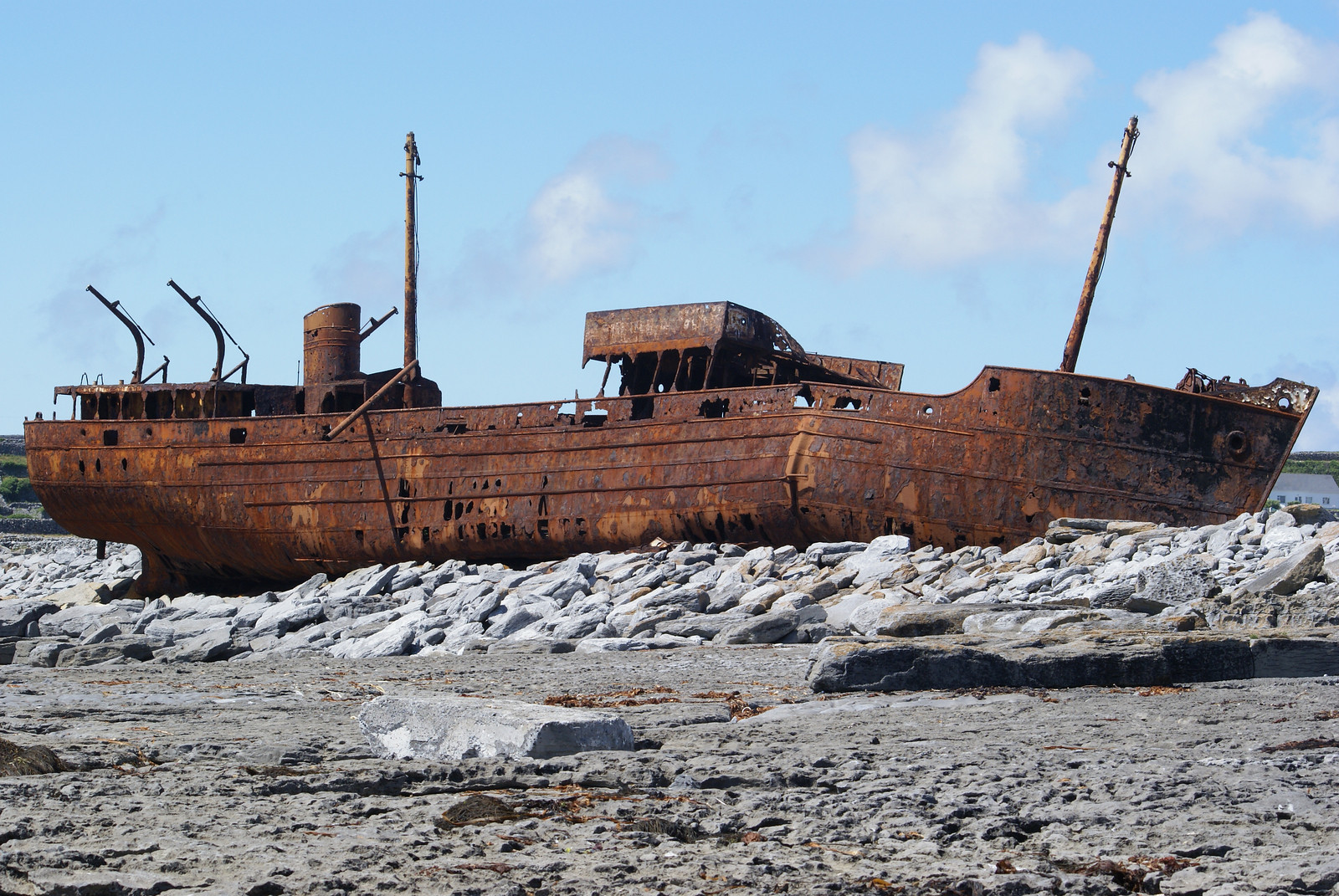
Naufragio del MV Plassy, junio de 2010.
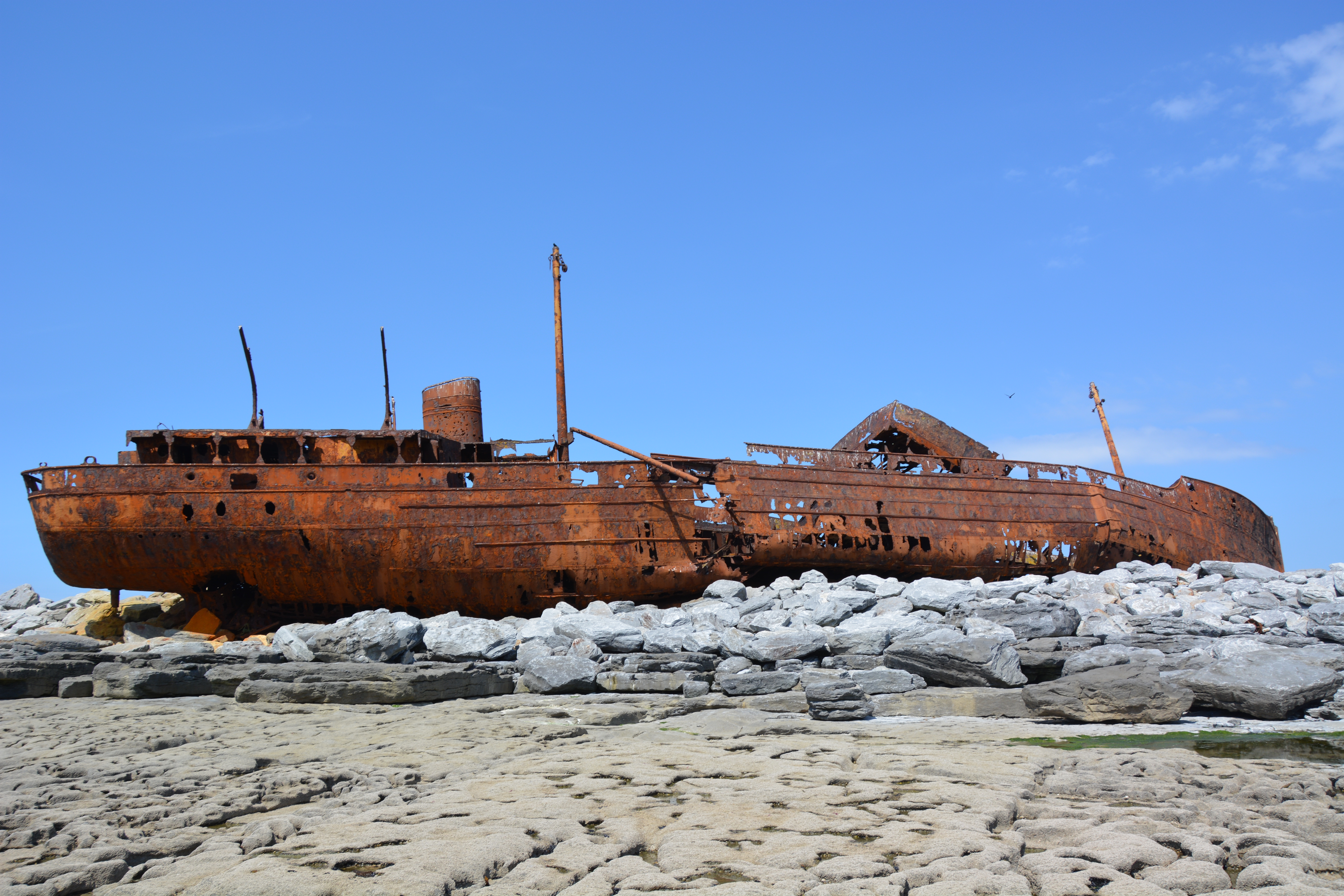
Naufragio del MV Plassy, junio de 2016.
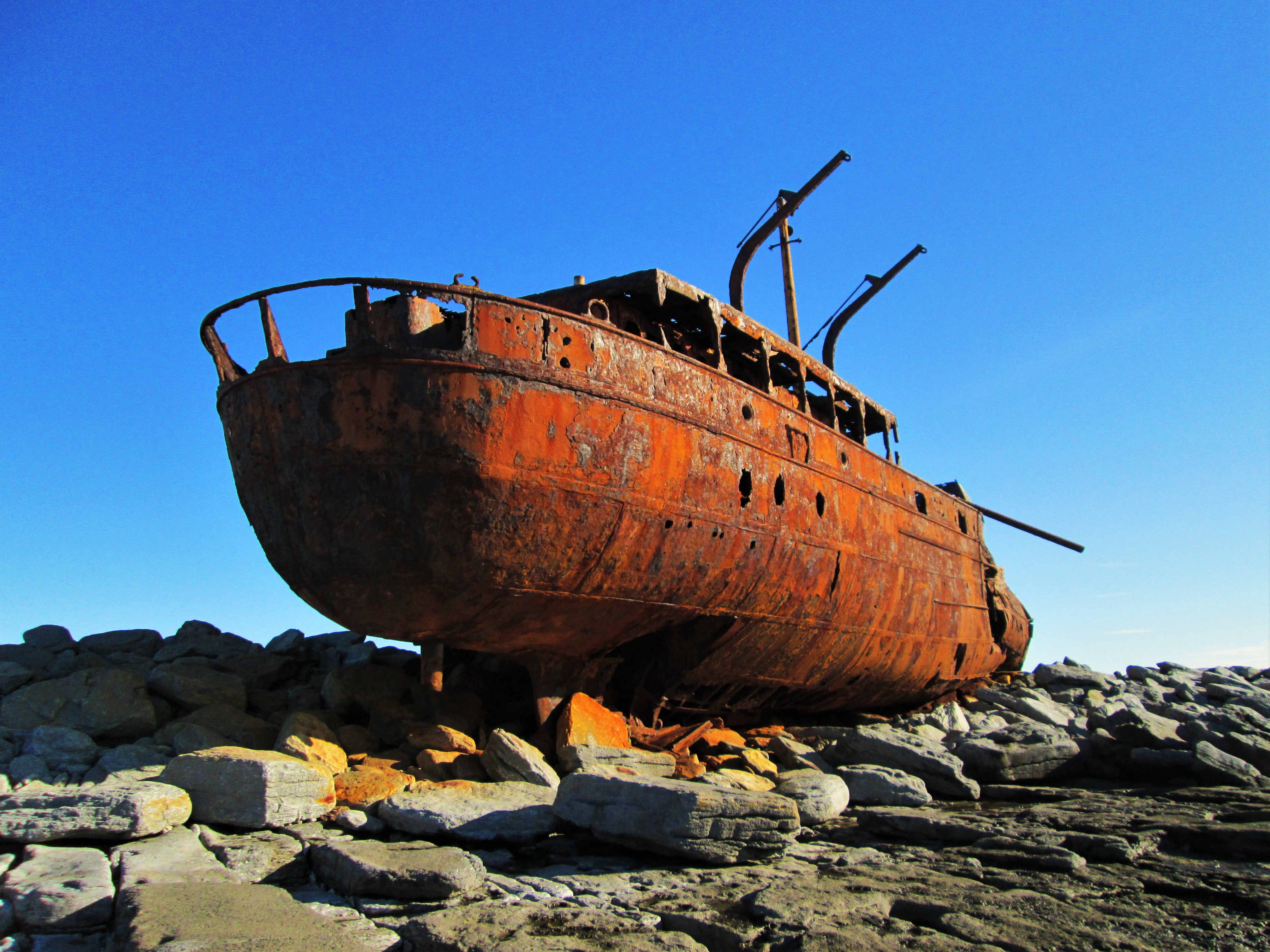
Plassey en Inisheer en octubre de 2016.